# Винокурение (журнал)
Винокурение (1903) — журнал, печатался в Старицкой типографии, Тверской губернии два раза в месяц. Издатель — А. Ф. Бухмейер, редактор — А. А. Фукс. Один из первых образцов узкопрофессионального практического издания. Владельцем журнала был хозяин винокуренного завода, редакция находилась в селе Микулино Городище Старицкого уезда.